# Saison 2 de Psych : Enquêteur malgré lui
Chronologie
Saison 1 Saison 3
La deuxième saison de Psych : Enquêteur malgré lui (Psych), série télévisée américaine, est constituée de seize épisodes diffusée du 13 juillet 2007 au 15 février 2008 sur USA Network, aux États-Unis.

## Synopsis
Shawn Spencer, un jeune homme drôle et surtout futé, a développé durant son enfance un talent pour remarquer les moindres détails grâce à l'enseignement de Henry Spencer, son père, ancien policier.
C'est ainsi qu'en grandissant, lorsqu'il est confronté à la dure réalité de l'emploi, ne parvenant pas à en trouver un qui lui plaise, il passe le plus clair de son temps à en changer et à donner des « tuyaux » aux inspecteurs de police par l'intermédiaire d'appels téléphoniques anonymes. À partir de là s'ensuit un énorme quiproquo : à la suite des nombreux « tuyaux » qu'il fournit aux inspecteurs, ces derniers commencent à le suspecter de perpétrer lui-même ces crimes. N'ayant pas d'autre solution pour se sortir de cette situation, il se justifie en prétendant posséder des pouvoirs psychiques de médium. Curieusement, les policiers qui refusaient de croire au don d'observation de Shawn, admettent assez facilement son « don médiumnique ».
Shawn aidera désormais la police dans ses enquêtes, avec les inspecteurs Carlton Lassiter, Juliet O'Hara et le chef Karen Vick qui fait appel à lui lorsque certaines affaires s'avèrent insolubles ou pas assez importantes pour que la police s'en occupe, selon le cas.
Shawn embarque son meilleur ami d'enfance, Burton « Gus » Guster, pour créer l'agence « Psych ». Ils vont alors tenter de résoudre chaque affaire en utilisant ses dons d'observation, camouflés en visions envoyées par des esprits. Gus est moins téméraire que Shawn et tous les deux se disputent souvent pour des détails pour le meilleur comme pour le pire…

## Distribution

### Acteurs principaux
- James Roday (VF : Guillaume Lebon) : Shawn Spencer
- Dulé Hill (VF : Lucien Jean-Baptiste) : Burton « Gus » Guster
- Timothy Omundson (VF : Gabriel Le Doze) : lieutenant chef Carlton Lassiter
- Maggie Lawson (VF : Laura Blanc) : lieutenant Juliet O'Hara
- Kirsten Nelson (VF : Véronique Augereau) : chef Vick
- Corbin Bernsen (VF : Philippe Peythieu) : Henry Spencer

### Acteurs récurrents
- Liam James (VF : Valentin Maupin) : Shawn Spencer (enfant)
- Carlos McCullers (VF : Alexandre Nguyen) : Burton « Gus » Guster (enfant)
- Sage Brocklebank (VF : Sébastien Finck) : officier Buzz McNab

### Invités
- Tim Curry : Nigel Saint Nigel (épisode 1)
- Gina Gershon (VF : Danièle Douet) : Emilina Saffran (épisode 1)
- Cristián de la Fuente : Zapato Dulce (épisode 1)
- Lou Diamond Phillips (VF : Éric Legrand) : agent Lars Ewing (épisode 3)
- Bianca Kajlich (VF : Laura Préjean) : la médium du FBI Lindsay Leikin (épisode 3)
- Malcolm Barrett (VF : Jean-Baptiste Anoumon) : Wally (épisode 4)
- John Amos : Burton Guster, oncle de Gus (épisode 6)
- Terence Kelly (en) (VF : Pierre Dourlens) : le professeur Enrico (épisode 7)
- Kevin Sorbo (VF : Philippe Vincent) : Burd Tatoum (épisode 9)
- Phylicia Rashad (VF : Marie Lenoir) : Winnie Guster (épisode 10)
- Ernie Hudson (VF : Paul Borne) : William Guster #1 (épisode 10)
- Kerry Washington (VF : Odile Schmitt) : Mira Gaffrey (épisode 11)
- Saul Rubinek (VF : Michel Dodane) : Lance (épisode 13)

## Diffusion
En France, la diffusion se poursuit à partir de cette saison uniquement sur 13e rue.

## Liste des épisodes

### Épisode 1:Les Nouvelles Stars
- États-Unis : 13 juillet 2007 sur USA Network
- Suisse : 30 octobre 2008 sur TSR2
- France : 8 avril 2009 sur 13e rue
- Belgique : 18 avril 2009 sur RTL-TVI

- États-Unis : 4,33 millions de téléspectateurs (première diffusion)

- Tim Curry (Nigel Saint Nigel)
- Gina Gershon (Emilina)
- Cristián de la Fuente (Zapato Dulce)
- Peter Benson (Lester Beacon)

### Épisode 2:65 Millions d'années plus tôt
- États-Unis : 20 juillet 2007 sur USA Network
- Suisse : 30 octobre 2008 sur TSR2
- France : 8 avril 2009 sur 13e rue
- Belgique : 2 mai 2009 sur RTL-TVI

- Tim Henry (le fermier Walker)
- Barry W. Levy (Doug Devette)
- Randal Edwards (Ethan)
- Colin Foo (le vendeur de fruits)

### Épisode 3:Un médium de trop
- États-Unis : 27 juillet 2007 sur USA Network
- Suisse : 6 novembre 2008 sur TSR2
- Québec : 6 mars 2009 sur Mystère[1]
- France : 15 avril 2009 sur 13e rue
- Belgique : 9 mai 2009 sur RTL-TVI

- Lou Diamond Phillips (agent fédéral Lars Ewing)
- Bianca Kajlich (Médium du FBI Lindsay Leikin)
- Pamela Perry (Mildred)
- Peter Kelamis (principal Petlic)

### Épisode 4:Trop facile pour être possible
- États-Unis : 3 août 2007 sur USA Network
- Suisse : 6 novembre 2008 sur TSR2
- France : 15 avril 2009 sur 13ème rue
- Belgique : 16 mai 2009 sur RTL-TVI

- David Cole (Johnny G)
- Anita Brown (Chelsea)
- Malcolm Barrett (Wally)

### Épisode 5:Petit… mais costaud
- États-Unis : 10 août 2007 sur USA Network
- Suisse : 13 novembre 2008 sur TSR2
- France : 22 avril 2009 sur 13ème rue
- Belgique : 23 mai 2009 sur RTL-TVI

- États-Unis : 4,43 millions de téléspectateurs (première diffusion)

- Blaine Anderson (Ryan)
- Leonard Tenisci (Principal Hodges)
- Don Thompson (Phil)
- Wanda Wilkinson (Mlle Lepky)

### Épisode 6:Un plat qui se mange froid
- États-Unis : 17 août 2007 sur USA Network
- Suisse : 13 novembre 2008 sur TSR2
- France : 22 avril 2009 sur 13ème rue
- Belgique : 30 mai 2009 sur RTL-TVI

- John Amos (Burton Guster, oncle de Gus)
- Bernie Coulson (Al Mooney)

### Épisode 7:Les Petits Génies
- États-Unis : 24 août 2007 sur USA Network
- Suisse : 20 novembre 2008 sur TSR2
- France : 29 avril 2009 sur 13ème rue
- Belgique : 6 juin 2009 sur RTL-TVI

- États-Unis : 4,25 millions de téléspectateurs (première diffusion)

- Allan Lysel (le Principal)
- Andrew Mcilroy (Hahn)
- Shane Meier (Kirk)
- Gabe Khouth (Jemison)
- Terence Kelly (le professeur Enrico)
- Craig Veroni (Riley)
- Calum Worthy (Doug)

### Épisode 8:Recherche nounous désespérément
- États-Unis : 7 septembre 2007 sur USA Network
- Suisse : 20 novembre 2008 sur TSR2
- France : 29 avril 2009 sur 13ème rue
- Belgique : 13 juin 2009 sur RTL-TVI

- États-Unis : 3,97 millions de téléspectateurs (première diffusion)

- Eric Keenleyside (Steve Hitchcock)
- Christine Anton (Margaret)
- Gerry South (Anthony Zygmund)
- Sarah Lind (Ada)
- Jeremy Radick (Carl Kozlowski)

### Épisode 9:Chasseurs de primes
- États-Unis : 14 septembre 2007 sur USA Network
- Suisse : 27 novembre 2008 sur TSR2
- France : 6 mai 2009 sur 13ème rue
- Belgique : 20 juin 2009 sur RTL-TVI

- États-Unis : 4,15 millions de téléspectateurs (première diffusion)

- Kevin Sorbo (Burd Tatoum, chasseur de primes)
- W. Earl Brown (Dwayne)
- Mark Pawson (Cole)

### Épisode 10:Un mort au pied du sapin
- États-Unis : 7 décembre 2007 sur USA Network
- Suisse : 27 novembre 2008 sur TSR2
- France : 6 mai 2009 sur 13ème rue
- Belgique : 27 juin 2009 sur RTL-TVI

- Phylicia Rashad (Winnie Guster, mère de Gus)
- Ernie Hudson (William Guster, père de Gus)
- Maureen Thomas (Gladys)
- French Tickner (Carl)

### Épisode 11:Mariage en sursis
- États-Unis : 11 janvier 2008 sur USA Network
- Suisse : 4 décembre 2008 sur TSR2
- France : 13 mai 2009 sur 13ème rue
- Belgique : 4 juillet 2009 sur RTL-TVI

- États-Unis : 4,69 millions de téléspectateurs (première diffusion)

- Kerry Washington (Mira Gaffrey)
- Dylan Neal (Jann)
- Telma Hopkins (Phylis Gaffrey)
- Obba Babatundé (David Gaffrey)

### Épisode 12:Coups de vieux
- États-Unis : 18 janvier 2008 sur USA Network
- Suisse : 4 décembre 2008 sur TSR2
- France : 13 mai 2009 sur 13ème rue
- Belgique : 11 juillet 2009 sur RTL-TVI

- États-Unis : 3,86 millions de téléspectateurs (première diffusion)

- Curtis Armstrong (Jervis)
- Joan McMurtrey (Meredith)
- Karin Konoval (Pamela)
- Linda Sorenson (Chelsea)
- David Lambert (JJ)
- Keegan Connor Tracy (Priscella Osterson)
- Brian Doyle-Murray (Grand-père Spencer)

### Épisode 13:Un rôle de composition
- États-Unis : 25 janvier 2008 sur USA Network
- Suisse : 11 décembre 2008 sur TSR2
- France : 20 mai 2009 sur 13ème rue
- Belgique : 18 juillet 2009 sur RTL-TVI

- États-Unis : 4,66 millions de téléspectateurs (première diffusion)

- Saul Rubinek (Lance)
- Tosha Doiron (Kelly)
- Matt Cedeño (Jorge Gama-Lobo)

- L'épisode se passant dans le milieu des telenovelas, la chanson du générique est interprétée en espagnol[2].

### Épisode 14:Dans le secret de la loge
- États-Unis : 1er février 2008 sur USA Network
- Suisse : 11 décembre 2008 sur TSR2
- France : 20 mai 2009 sur 13ème rue
- Belgique : 25 juillet 2009 sur RTL-TVI

- États-Unis : 4,07 millions de téléspectateurs (première diffusion)

- Philip Baker Hall (Irving Parker)
- Mark Burgess (Dr Roger Downs)
- Malcolm Stewart (Ted Archibald)

### Épisode 15:Fashion victimes
Pour les articles homonymes, voir Black and Tan (homonymie).
- États-Unis : 8 février 2008 sur USA Network
- Suisse : 18 décembre 2008 sur TSR2
- France : 27 mai 2009 sur 13ème rue
- Belgique : 1er août 2009 sur RTL-TVI

- Melanie Lynskey (Emily Bloom)
- Amanda Pays (Susan)
- Amanda Detmer (Ciaobella)
- Katharine Isabelle (Sigrid)

### Épisode 16:Une nuit au musée
- États-Unis : 15 février 2008 sur USA Network
- Suisse : 18 décembre 2008 sur TSR2
- France : 27 mai 2009 sur 13ème rue
- Belgique : 8 août 2009 sur RTL-TVI

- États-Unis : 4,7 millions de téléspectateurs[3] (première diffusion)

- Ali Liebert (Hannah)
- Peggy Logan (l'inspecteur Rumpel)
- Dorian Brown (Sophie Morris Bridgewell)